# 安东·加韦尔
安东·加韦尔（德語：Anton Gavel，1984年10月24日—），德國籃球運動員，現在效力於德國籃球聯賽球隊拜仁慕尼黑。他也代表德國國家籃球隊參賽於2015年8月14日對阵克羅地亞时首次為德國參賽。